# Tmesisternus samuelsoni
Tmesisternus samuelsoni là một loài bọ cánh cứng trong họ Cerambycidae.